# Alessio Narbone
Alessio Narbone (Caltagirone, 9 agosto 1789 – Palermo, 12 dicembre 1860) è stato un gesuita e storico italiano.

## Biografia
Nel 1817 fu ordinato sacerdote, mentre faceva parte della Compagnia di Gesù. Da lì, salì tutti i gradi religiosi, fino ad arrivare a ricoprire il ruolo di Padre Professo. Insegnò letteratura, teologia dogmatica, filosofia.
Nel 1848, dopo la chiusura dei due collegi gesuiti di Palermo, Alessio Narbone trovò rifugio nel seminario vescovile. Venne eletto professore di retorica e, dopo la restaurazione, ritornò all'antica casa. Nel 1860 i Gesuiti venivano espulsi ancora una volta, ma Narbone, per via delle sue condizioni di salute molto gravi, rimase a Palermo ospite dell'infermeria dei sacerdoti. Anche in quel luogo però, la rivoluzione Garibaldina mise a soqquadro e saccheggiò parte dei manoscritti che il Narbone custodiva molto gelosamente. Questa situazione aggravò ancora di più le sue condizioni di salute, che lo portarono alla morte il 12 dicembre del 1860.
Alcune delle opere che il fratello riuscì a salvare sono: Diario Sacro Palermitano, Vita di San Lucio I Papa e martire, Prerogativa della chiesa siracusana, Storia letteraria sicula, formata da 4 volumi. Inoltre Alessio Narbone creò molte opere di erudizione, quindi è considerato come il più grande erudito dell'Ottocento siciliano.

## Opere principali
- Theses philosophicae publicae disputationi propositae ab Alexio Narbone e Soc. Iesu. Facta cuilibet post tertium arguendi potestate, Panormi, typographia Philippi Barravecchia, 1812.
- Prerogative della Chiesa siracusana, S.l., s.n., dopo il 1838.
- Delle istituzioni di lingua latina, Palermo, Stamp. di F. Lao, 1839-1841.
- Storia d'ogni letteratura, di Giovanni Andrés; breviata e annotata per Alessio Narbone, Palermo, Tip. Giovanni Pedone, 1839-1846, 12 volumi.
- Orazione inaugurale della Opera pia per la propagazion della fede / detta nel Gesù di Palermo ne solenni pontificali di sua eminenza il cardinale arcivescovo da Alessio Narbone, Palermo, Tip. di B. Virzi, 1840.
- Elogio funebre al p. Luigi Bartoli della Compagnia di Gesù, Palermo, Tip. F. Lao, 1842.
- Triplice culto del SS. Cuor di Maria inaugurato nel Gesù di Palermo, Palermo, Stamp. F. Lao, 1842.
- Laudazione funerale detta da Alessio Narbone d.c.d.g., nelle prime solenni esequie celebrate per gli associati defunti all'Opera Pia della propagazione della fede nel Gesù di Palermo a 28 novembre 1842, Palermo, Stamp. G. Pedone, dopo il 1842.
- Delle istituzioni latine breviate, Palermo, Stamp. di G. Pedone, 1846-1852.
- Società del SS. Cuor di Maria per la conversione de peccatori, notizie cavate dal gerofilo "Giornale sicolo", num. 8, Palermo, Stamp. Barcellona, 1846.
- Associazione del SS. Cuore di Maria per la conversione de peccatori, Palermo, Stamp. Barcellona, 1847.
- Manuale delle aggregazioni del SS. Cuor di Maria per la conversione de' peccatori stabilite in Sicilia, Palermo, Stamperia di Francesco Lao, 1847.
- Diario sacro palermitano, Palermo, Stamp. G. Pedone, 1848.
- Quistione della Compagnia di Gesù esposta al popolo, Palermo, Tip. F. Lao, 1848.
- Elogio del p.s. Francesco d'Assisi e degli Ordini da lui fondati, Palermo, Tipografia di Francesco Lao, 1849.
- Bibliografia sicola sistematica, o apparato metodico alla storia letteraria della Sicilia, Palermo, Stamperia di Giovanni Pedone, 1850 volume primo on line.
- La Compagnia di Gesù in Sicilia, Palermo, Stabilimento tipografico di F. Lao, 1850.
- Bibliografia sicola sistematica, o apparato metodico alla storia letteraria della Sicilia, Palermo, Stamperia di Giovanni Pedone, 1851 volume secondo on line.
- Necrologia di M. Angelo Filippone, Palermo, Stamp. di M. Amenta, 1851.
- Dieci glorie dell'angelico giovane S. Luigi Gonzaga: esposte ai suoi devoti, Napoli, Stab. tip. A. Festa, 1852.
- Istoria della letteratura siciliana, Palermo, Stab. tip. Carini, 1852-1859, 12 volumi.
- Notizie storiche di Nicosia / compilate da Giuseppe Beritelli e La Via barone di Spataro ; riordinate e continuate per Alessio Narbone, Palermo, stamperia di Giovanni Pedone, 1852.
- Relazione dei lavori dell'Accademia palermitana di scienze e lettere, S.l., s.n., [1852].
- Solennità della Immacolata Concezione di Maria Santissima: celebrata in Palermo dal 25 febbraro al 4 marzo 1855, col programma delle feste aggiuntavi la Costituzione dogmatica di S. S. Pio 9, Palermo, Stab. tip. di F. Lao, 1855.
- Mistero e decreto dello immacolato concepimento della Madre di Dio, solennizzati nella Real Cappella Palatina, Palermo, Stamp. di Pagano e Piola, 1856.
- Della diplomatica siciliana, S.l., s.n., [1857].
- Elogio funebre di monsignor Diego Planeta: pronunziato nelle solenni esequie celebrate nella Maggior Chiesa de PP. Crociferi a di 8 giugno 1858, Palermo, Tip. di F. Barravecchia, 1858.
- Epigrafia sicola del Medio-Evo, Palermo, Off. tip. D. Lo Bianco, 1858.
- Iscrizioni latine ed italiane, Palermo, Stab. tip. di F. Lao, 1858.
- Origine della lingua e poesia siciliana, Palermo, Tip. del vapore G. Ciulla, 1858.
- Solennità per la definizione dogmatica dello immacolato concepimento della Santissima Vergine Madre di Dio, festeggiate nella città e provincia di Palermo d'ordine di S. M. il Re descritte ed a lui medesimo consacrate, Palermo, Stab. tip. di F. Lao, 1858.

## Opere postume
- Delle istituzioni Latine breviate, Palermo, Presso i Fratelli Pedone Lauriel, IV ed.,  1862, 3 volumi.
- Tesoro d'indulgenze da documenti autentici, Napoli, Tip. di Giovanni Di Majo, 1864.
- Bibliografia calatina tratta dalla bibliografia sicola sistematica; con aggiunte di Emmanuello Taranto, Caltagirone, Stamperia Andrea Giustiniani, 1871.
- Di Giovanni, Giovanni - Storia del Seminario arcivescovile di Palermo / scritta da Mons. Giovanni Di Giovanni; annotata e condotta sino al 1850 dal p. Alessio Narbone d. C. d. G.; pubblicata e corredata di nuove note e di documenti dal can. Giuseppe Ferrigno, Palermo, Tip. F. Barravecchia e figlio, 1887.
- Dieci glorie di S. Luigi Gonzaga, Roma, Tip. Edit. Romana, 1888.
- Annali siculi della Compagnia di Gesù dall'anno 1805 al 1859 / pubblicati e continuati sino à nostri giorni dal p. Gaetano Filiti, Palermo, Tip. G. Bond e C., 1907-1908, 6 volumi.
- Istoria della letteratura siciliana; a cura di Gianvito Resta, Palermo, Il vespro, 1979, 5 volumi.